# Cogollo del Cengio
Cogollo del Cengio (Cogólo in veneto) è un comune italiano di 3 092 abitanti della provincia di Vicenza in Veneto.

## Geografia fisica

### Territorio
Il territorio del Comune corrisponde ad un tratto del versante sud occidentale dell'altopiano dei Sette Comuni e condivide con Arsiero e Velo la parte della valle dell'Astico chiamata "conca di Arsiero". È delimitato dalle valli che scendono dal monte Paù, la Valdastico e la Val d'Assa. Ha un breve tratto di pianura - e in essa è situato il capoluogo - nella parte inferiore posta sulla sinistra dell'Astico e in quella superiore posta sull'Altopiano; la fascia intermedia, caratterizzata da forti dislivelli, è scoscesa e talora impervia, segnata da vallecole asciutte.
Le montagne in territorio comunale sono il monte Ceresana, il monte Cengio e il monte Paù. Non vi sono sorgenti a sufficienza e il rifornimento idrico dipende da sorgenti poste in altri Comuni limitrofi.
Mentre la parte scoscesa del Costo è piuttosto brulla, con pochi tratti ricoperti da carpino nero, roverella e orniello, nella parte più alta e sull'Altopiano prevalgono boschi di faggio e di abete rosso.

### Clima
In basso, sulla striscia di pianura e in posizione riparata, il clima è mite, mentre è rigido nella zona di montagna, nel versante della Val d'Assa e allo sbocco della Val Canaglia.

## Origini del nome
Il nome "Cogollo" potrebbe derivare dal latino Cucullus, termine indicante una sorta di mantello con cappuccio utilizzato dai pastori, o dal latino medievale Cubulum ossia riparo, covo, grotta. Questa seconda interpretazione potrebbe essere avvalorata dallo stemma del Comune, che sembra rappresentare una sorta di rifugio roccioso oppure dei mucchi di pietre utilizzati dagli agricoltori per segnare i confini dei campi.
Esso è legato a quello del Cengio, montagna che si trova sul massiccio dei Sette Comuni.

## Storia

### Epoca antica
Nella Valle dell'Astico e sulle pendici dell'Altopiano di Asiago sono stati rinvenuti reperti di insediamenti preistorici, il che testimonia la presenza di popolazioni in queste zone fin dalla preistoria, anche se non necessariamente stanziali. È probabile che le terre di fondo valle, i bassi versanti dei monti e le rive dell’Astico non fossero coltivate. Si può invece ritenere che i terreni incolti, adatti al pascolo dei numerosi greggi di stanza e di passaggio fossero utilizzati da pastori che salivano con le loro greggi, stanziavano per periodi di tempo e si dedicavano all’allevamento delle pecore, alla produzione e al commercio della lana.

### Medioevo
La presenza longobarda su questo territorio non è suffragata da documenti, ma ritenuta probabile dalla posizione e da alcuni toponimi. Tra questi ultimi la dedicazione di alcune chiese a santi particolarmente venerati da questo popolo dopo la conversione al cattolicesimo, come la chiesetta di Sant'Agata a Cogollo.
Nell'VIII secolo diversi beni di questo territorio furono donati ai monaci benedettini dell'abbazia di Nonantola.
Tra il 917 e il 921 tutto il territorio compreso tra la riva sinistra dell'Astico e quella destra del Brenta — incluso l'Altopiano di Asiago — e quindi anche Cogollo fu donato dall'imperatore Berengario al vescovo Sibicone di Padova, con l'obbligo di costruire castelli e opere di difesa contro le incursione degli Ungari.
Diverse località del territorio pedemontano ricordano l'esistenza di punti di difesa e di osservazione; a Cogollo esiste il toponimo "Pra’ della Varda" che deriva evidentemente dalla parola di origine germanica “Ward”, luogo di guardia; si tratta del prato nelle vicinanze della chiesa parrocchiale di San Cristoforo nei pressi del colle dell’Olmo. Anche il torrione di Pedescala, sito nel territorio di Cogollo dev'essere stato eretto a difesa della valle e forse come torre di segnalazione in caso di pericolo, essendo in corrispondenza visiva con il castello di Velo.
Cogollo, pur rientrando chiaramente nella diocesi patavina dopo la donazione di Berengario, possedette un forte castello sempre appartenuto ai vescovi di Vicenza: lo confermano i diplomi imperiali da Ottone III (1000) ad Ottone IV (1210), le investiture feudali dei secoli XIII e XIV e lo stesso inventario Maltraversi del 1292, dal quale si ricava anche che esso era situato apud curiam et apud viam comunis, posizione che dovrebbe corrispondere all'area soprastante la chiesa parrocchiale di San Cristoforo.
Parlando di questo castello, tanto il Pagliarino che il Salomoni, cronisti del Seicento, affermano ch'esso fu spianato e che già al loro tempo non ne rimaneva alcuna traccia; in un'investitura del 1282, inoltre, risulta che il vescovo vicentino Bernardo Nicelli (1270-1287) concesse un terreno dove prima esisteva il castello. Tutte le fonti, dunque, compresa quella dell'inventario Maltraversi, sono concordi nel far capire che nella seconda metà del secolo XIII del castello non restava che il semplice toponimo e che esso era già stato di conseguenza distrutto in precedenza, forse in epoca ezzeliniana.
Oltre a questo castello, nei documenti e nelle cronache relativi a Cogollo viene citata una fortificazione - anch'essa già scomparsa nella seconda metà del Duecento - che nell'inventario Maltraversi veniva definita "rocca" sia pure, anch'essa, quale toponimo. Dovrebbe trattarsi di un'opera fortificata che esisteva probabilmente più a est del centro, in direzione di Mosson, forse la stessa cui fa menzione un privilegio imperiale di Enrico II dell'anno 1008.
Sempre nelle pertinenze di Cogollo, ma a sud del centro ed in prossimità dell'Astico, sorgeva infine una grande torre di vedetta — probabilmente costruita dagli Scaligeri, sulla base di una torre romana — le cui rovine erano ancora visibili intorno alla metà dell'Ottocento; tale torre è citata anche dal Maccà e dovrebbe essere la medesima per la quale Francesco Caldogno scriveva al doge Marino Grimani per chiederne la concessione in feudo, che però non fu accolta perché i Comuni di Cogollo, Caltrano e Piovene vi si opposero energicamente.
Verso la fine del XII secolo le realtà locali acquisirono una propria identità. In una riunione del 31 luglio 1202 nella chiesetta di Sant'Agata a Cogollo furono definiti i confini sulla destra dell’Astico e approvate alcune convenzioni riguardanti i diritti di pascolo e di legnatico; fu sancita la nascita dei Comuni di Arsiero, Velo e Cogollo e successivamente, suddividendo ulteriormente il territorio di Arsiero, dei Comuni di Posina e Tonezza. Due anni più tardi, il 30 settembre 1204 si tenne, sempre a Cogollo in località Prà della Warda, una riunione analoga in cui vennero definiti i confini dei territori sulla sinistra dell'Astico, riguardante i Comuni di Cogollo, Caltrano, Chiuppano ed i Sette Comuni dell’Altopiano. Nel XIV secolo Mosson (Moxone, com'era chiamato nel Privilegium del vescovo di Vicenza Rodolfo del 983) e Folone erano comunità rurali autonome.
Come tutto il territorio vicentino, anche Cogollo durante il Basso Medioevo fu sottomessa agli Ezzelini (1216-1259), ai padovani (1266-1311), agli Scaligeri (1311-1387), ai Visconti (1387-1404). 
Verso la metà del Trecento, durante la dominazione scaligera, il territorio di Cogollo fu sottoposto, sotto l'aspetto amministrativo, al Vicariato civile di Schio e tale rimase sino alla fine del XVIII secolo.

### Età moderna
Dopo la "dedizione" del vicentino alla Serenissima, Venezia cercò di stabilire i confini tra le montagne dell'Alto Astico-Posina e il territorio soggetto all'Impero, ma non sempre riuscì ad impedire il passaggio delle truppe imperiali che nel corso dei secoli XVII e XVIII scendevano in Italia. Durante la guerra della Lega di Cambrai contro Venezia, nel 1516 Posina, Fusine, Castana e Arsiero furono incendiate dagli imperiali e, anche se non documentato, probabilmente Cogollo deve aver subito la medesima sorte.
Scarse sono le notizie sulla vita locale del tempo; si sa però che i paesi conservavano ancora alcune forme di partecipazione tipiche del comune medievale; nei documenti del 1600 si legge che il degan, il decano, su ordine del sindaco convocava le assemblee dei capi famiglia per discutere le questioni di particolare importanza; a Cogollo il raduno si teneva ancora in località "Prà della Warda".
A Cogollo ebbe origine la famiglia dei "de Cogollo" che nel XV e XVI secolo si affermò a Vicenza — dove possedeva il palazzetto, in seguito conosciuto e ancor oggi erroneamente chiamato "la casa del Palladio" — esercitando in città la tradizionale arte della falegnameria e della carpenteria.
A testimoniare un certo benessere e lo sviluppo della zona, tra il XVII secolo (dopo la grande epidemia di peste del 1630-32) e il XVIII si verificò un aumento della popolazione: Cogollo passava da 950 abitanti nel 1665 a circa 1.500 poco più di cent'anni più tardi.

### Età contemporanea
Dopo la caduta della Repubblica di Venezia, nel 1799 dal territorio del Comune si staccarono i due abitati di Treschè e di Conca, che in seguito passarono al Comune di Roana.
Nei decenni seguenti all'annessione del Veneto al Regno d'Italia del 1866, le condizioni economiche si aggravarono e determinarono alla fine del secolo l’emigrazione di larghi strati di popolazione rurale, fenomeno di spopolamento che in queste valli si ripeté anche nel secolo successivo.
Con l’entrata in guerra dell’Italia il 24 maggio 1915, il territorio vicentino si trovò direttamente coinvolto nel conflitto; Cogollo assieme agli altri Comuni della valle fu subito area di confine, retrovia delle prime linee italiane che sull’Altopiano di Asiago fronteggiavano le truppe austriache. Divenne così crocevia di truppe e mezzi, grazie anche alla linea ferroviaria Rocchette-Asiago inaugurata già nel 1910 con la sua stazione in località Follon.
Nel 1916, durante la Strafexpedition, gli austriaci occuparono Arsiero e arrivarono fino a località Schiri, in territorio di Cogollo. Avanzarono anche fino al bordo meridionale dell’Altopiano di Asiago da dove vedevano la pianura vicentina, proprio da quel Monte Cengio, teatro di successive battaglie per la riconquista, che legherà per sempre il proprio nome a Cogollo. Sotto la minaccia dell'invasione IL paese venne evacuato due volte: nel 1916 per 2 mesi e nel 1917 per 17 mesi, cioè fino a guerra finita; ben 625 famiglie, 3286 persone, dovettero lasciare la propria casa. La chiesa di Sant'Agata divenne sede della mensa ufficiali, mentre a Casale furono relegati 500 prigionieri austriaci.
Il primo dopoguerra restituì un territorio martoriato; i profughi ritornavano alle proprie case, ma tutto era da ricostruire e non c’era lavoro per tutti, così molti partirono in cerca di fortuna verso il Sudamerica, la Francia, il Belgio. Dopo gli anni sessanta, con il boom economico particolarmente sviluppato nell'Alto Vicentino, la situazione si venne modificando e il paese, sempre più in espansione con il sorgere di nuove fabbriche, mutò fisionomia e tenore di vita.
La denominazione del comune fino al 1924 era Cogollo.

### Simboli
Il Comune ha adottato lo
stemma storicamente in uso: un cumulo di pietre di colore argentato su scudo rosso. Il gonfalone è un drappo di azzurro.

## Monumenti e luoghi d'interesse

### Architetture religiose

#### Chiesa parrocchiale di San Cristoforo
La costruzione della parrocchiale iniziò nel 1912; la chiesa fu benedetta nel 1927 sebbene non ancora completata in ogni sua parte e poi consacrata nel 1978.
Tra le opere di maggior pregio qui conservate vi sono una pala raffigurante San Marco e una statua lignea con soggetto la Madonna col Bambino.

#### Chiesa dell'Olmo
In origine si trattava di una chiesetta dedicata a San Senesio, posta sopra un colle un po' più in alto di quella attuale, costruita sul Colle dell’Olmo dai monaci di Nonantola, dove erano custodite le reliquie del santo. Successivamente con la costituzione della parrocchia di Cogollo la chiesa fu dedicata ai santi Cristoforo e Senesio. Alcune lapidi poste all'esterno della chiesa testimoniano l'esistenza di un'attigua area cimiteriale.

#### Chiesetta di Sant'Agata
Costruita in aperta campagna ai margini della profonda e caratteristica depressione del torrente Astico, orientata ad est come tutte le chiese primitive, di pianta rettangolare con attigua una probabile area cimiteriale. È una costruzione rozza, povera per cristiani poveri, ma una delle più antiche della zona; a Cogollo è stata sempre considerata come la prima chiesa comunitaria.

#### Chiesetta di San Zeno
Antica anch'essa, edificata sopra la contrada di Casale e raggiungibile a piedi per il sentiero dei “Ronchi alti”. La sua posizione, arroccata sulle pendici del Monte Cengio e decentrata rispetto agli abitati di Casale e Schiri-Piangrande, fa ritenere che la costruzione non sia avvenuta ad opera della comunità, quanto piuttosto — come nel caso di Sant'Agata — da monaci.La chiesetta fu custodita da eremiti, cioè fu un romitorio, fino al Settecento. Durante la prima guerra mondiale fu usata come rifugio dai soldati italiani; distrutta dai bombardamenti venne poi ricostruita nello stesso posto.

#### Chiesetta campestre di Santa Cecilia
Ora chiesa di San Gaetano, è situata a Mosson, fu costruita dai monaci nonantolani; nel 1665 venne demolita su desiderio di Gregorio Barbarigo, vescovo di Padova, e nello stesso luogo, nel 1676, venne edificata l'attuale chiesa di San Gaetano, tuttora esistente che riporta sul frontale lo stemma del Comune e la scritta "Communitas Cogoli A.D. 1676 F.F."

## Società

### Evoluzione demografica
Abitanti censiti

## Cultura

### Istruzione

#### Scuole
A Cogollo vi sono due scuole dell'infanzia (una statale e una privata paritaria) e una scuola primaria statale. La scuola secondaria di primo grado è condivisa con il Comune di Caltrano; si trova a circa metà strada tra i due centri abitati, ma nel territorio di Cogollo.

### Biblioteche
Nel capoluogo vi è la Biblioteca civica, che fa parte della rete di biblioteche vicentine "Biblioinrete", insieme alla maggior parte della biblioteche appartenenti alla Rete Bibliotecaria Vicentina.

## Geografia antropica
Oltre al capoluogo vi sono le frazioni e contrade di Casale, Colombara, Grumoventaro, Piangrande, Ponte Pilo, Rutello, Schiri. La frazione di Mosson in parte appartiene al Comune di Caltrano.

## Economia
La vocazione agricola del paese è durata per secoli, fino alla prima metà del Novecento: nel 1929 le aziende agricole erano ancora 584, mentre alla fine del secolo le famiglie che vivevano di agricoltura erano solo 4 o 5; vi sono ancora alcuni allevamenti di pollame e di bovini, anche se in declino.
La maggior parte delle famiglie ancora proprietarie di appezzamenti di terreno vivono di redditi provenienti da attività artigianali e industriali, sviluppatesi nel corso dell'Ottocento nella parte più bassa del territorio o nelle località vicine.
Lo sviluppo artigianale e industriale è molto cresciuto negli anni settanta; tra Cogollo e Piovene, nei pressi del viadotto Sant'Agata, esiste un'ampia zona artigianale-industriale, con aziende dedite alla metallurgia, alla falegnameria, ai tessuti e all'abbigliamento.

## Infrastrutture e trasporti

### Strade
Il Comune è servito da due strade statali: la strada statale 349 di Val d'Assa e Pedemontana Costo (SS 349), che risale il brullo fianco del Monte Paù con 10 tornanti per portarsi sull'Altipiano a Treschè Conca, e la strada statale 350 di Folgaria e di Val d'Astico (SS 350).

### Ferrovie
Dal 1910 al 1958 il trenino a cremagliera della linea ferroviaria Rocchette-Cogollo-Canove-Asiago collegò la Valdastico all'Altipiano.

## Amministrazione

### Sindaci
| Periodo       | Periodo        | Primo cittadino        | Partito                                        | Carica  | Note |
| ------------- | -------------- | ---------------------- | ---------------------------------------------- | ------- | ---- |
| maggio 1945   | luglio 1945    | Rinaldo Ghersi         |                                                | Sindaco |      |
| agosto 1945   | maggio 1947    | Marcello Panozzo       |                                                | Sindaco |      |
| giugno 1947   | agosto 1951    | Silvio Schiro          |                                                | Sindaco |      |
| agosto 1951   | marzo 1955     | Adelchi Zordan         |                                                | Sindaco |      |
| aprile 1955   | maggio 1955    | Mariano Spezzapria     |                                                | Sindaco |      |
| giugno 1955   | maggio 1956    | Giovanni Dal Santo     |                                                | Sindaco |      |
| giugno 1956   | ottobre 1960   | Sabatino Libratti      |                                                | Sindaco |      |
| novembre 1960 | marzo 1964     | GioBatta Calgaro       |                                                | Sindaco |      |
| aprile 1964   | settembre 1969 | Ezio Bordin            |                                                | Sindaco |      |
| ottobre 1969  | novembre 1973  | Ruggero Zorzi          |                                                | Sindaco |      |
| dicembre 1973 | giugno 1975    | Nereo Dal Castello     |                                                | Sindaco |      |
| luglio 1975   | giugno 1979    | Maurizio Panozzo       |                                                | Sindaco |      |
| luglio 1979   | maggio 1988    | Francesco Dal Castello |                                                | Sindaco |      |
| 1988          | 1990           | Renzo Mioni            | PSI                                            | Sindaco |      |
| 1990          | 1993           | Ermenegildo Colombo    | PCI/PDS                                        | Sindaco |      |
| 1993          | 2001           | Ermenegildo Colombo    | Lista civica di Centrosinistra                 | Sindaco |      |
| 2001          | 2005           | Francesco Dal Castello | Lista civica di Centrodestra                   | Sindaco |      |
| 2005          | 2015           | Riccardo Calgaro       | Lista civica di Centrosinistra                 | Sindaco |      |
| maggio 2015   | In carica      | Piergildo Capovilla    | Lista civica di Centrodestra "Rinasci Cogollo" | Sindaco |      |

### Gemellaggi
- Mauthausen, dal 1999[31]